# Гавайская надпечатка на долларах США
Гавайская надпечатка на долларах США — надпечатка на валюте США, имевшей хождение на Гавайях в годы Второй мировой войны.

## История
Надпечатки на деньгах делались во время Второй мировой войны после нападения Японии на Пёрл-Харбор. Цель — пометить валюту США, имевшую хождение на Гавайях, словом «HAWAII» («Гавайи») — на случай захвата японцами Гавайских островов: если бы японцы решили изъять деньги у гавайцев, полученные ими купюры не обладали бы никакой ценностью ввиду их легкой идентификации.
Надпечатки производились с января 1942 года по 1944 год на банкнотах выпуска Сан-Франциско (банк ФРС № 12) серий 1934 и 1935 годов номиналами в 5, 10 и 20 долларов и серебряном сертификате в 1 доллар. Согласно указу военного губернатора Делоса Эммонса (англ. Delos Carleton Emmons) от 10 января 1942 года, у населения и компаний острова были изъяты доллары и выдано взамен то же количество, но специально напечатанными банкнотами с большой надписью «HAWAII» на обратной стороне купюр. На лицевой их части слева и справа тоже была такая надпись, выполненная вертикально и в уменьшенном размере.
После окончания войны все надпечатанные банкноты были уничтожены (сожжены в крематориях кладбищ). Некоторая часть их осталась у жителей и военнослужащих в качестве сувениров.

Банкноты номиналом 5, 10 и 20 долларов
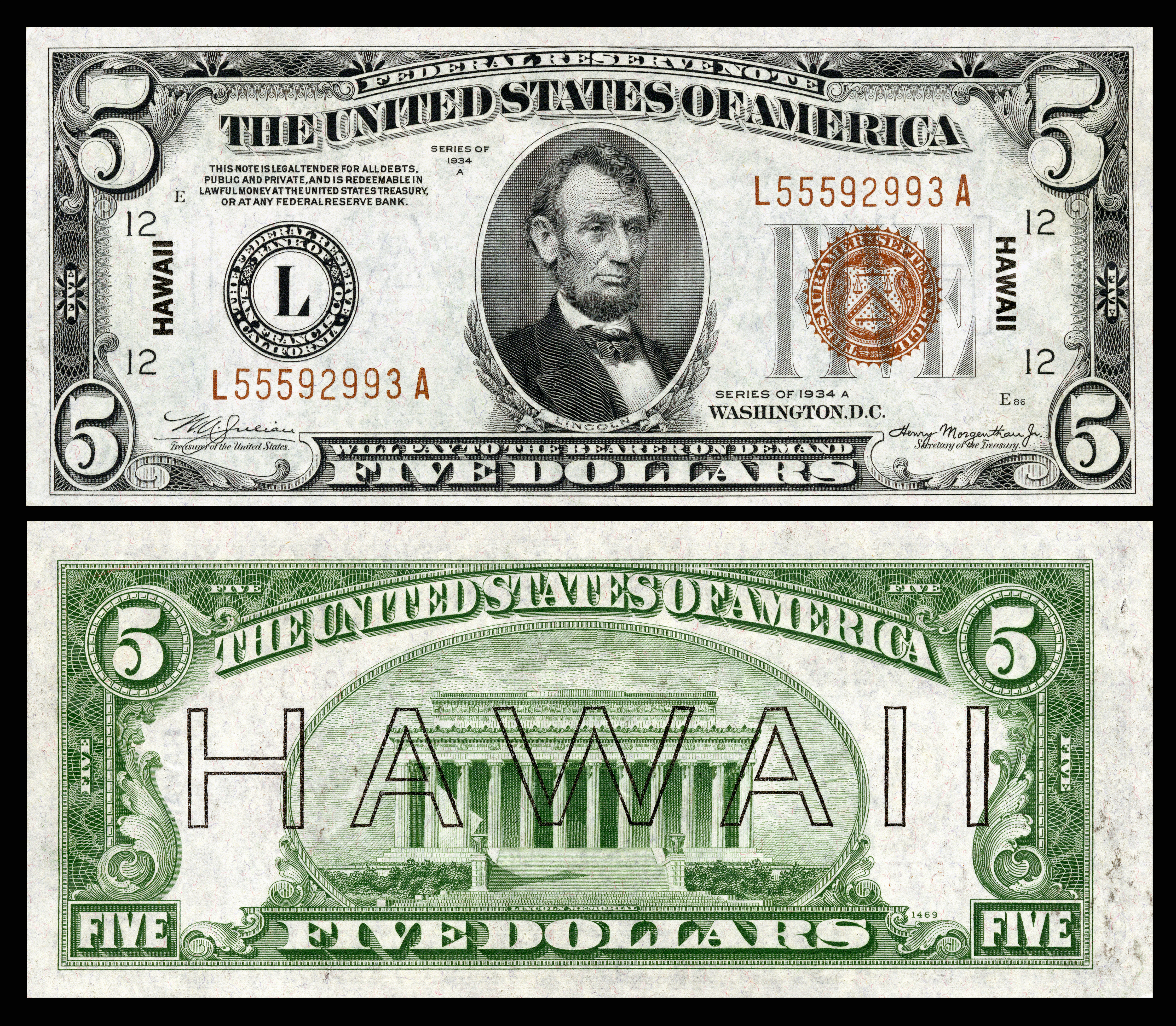
5 долларов
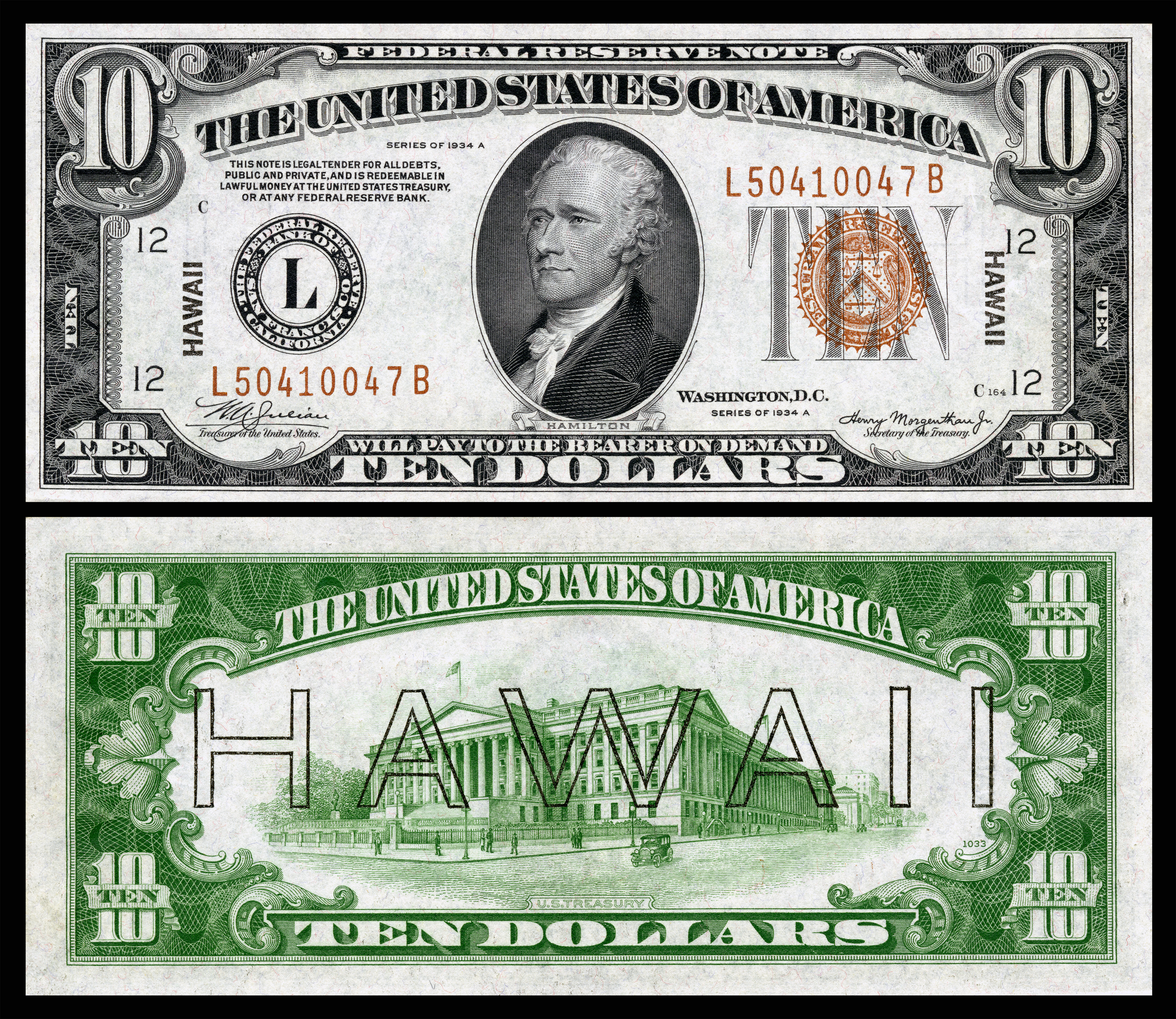
10 долларов
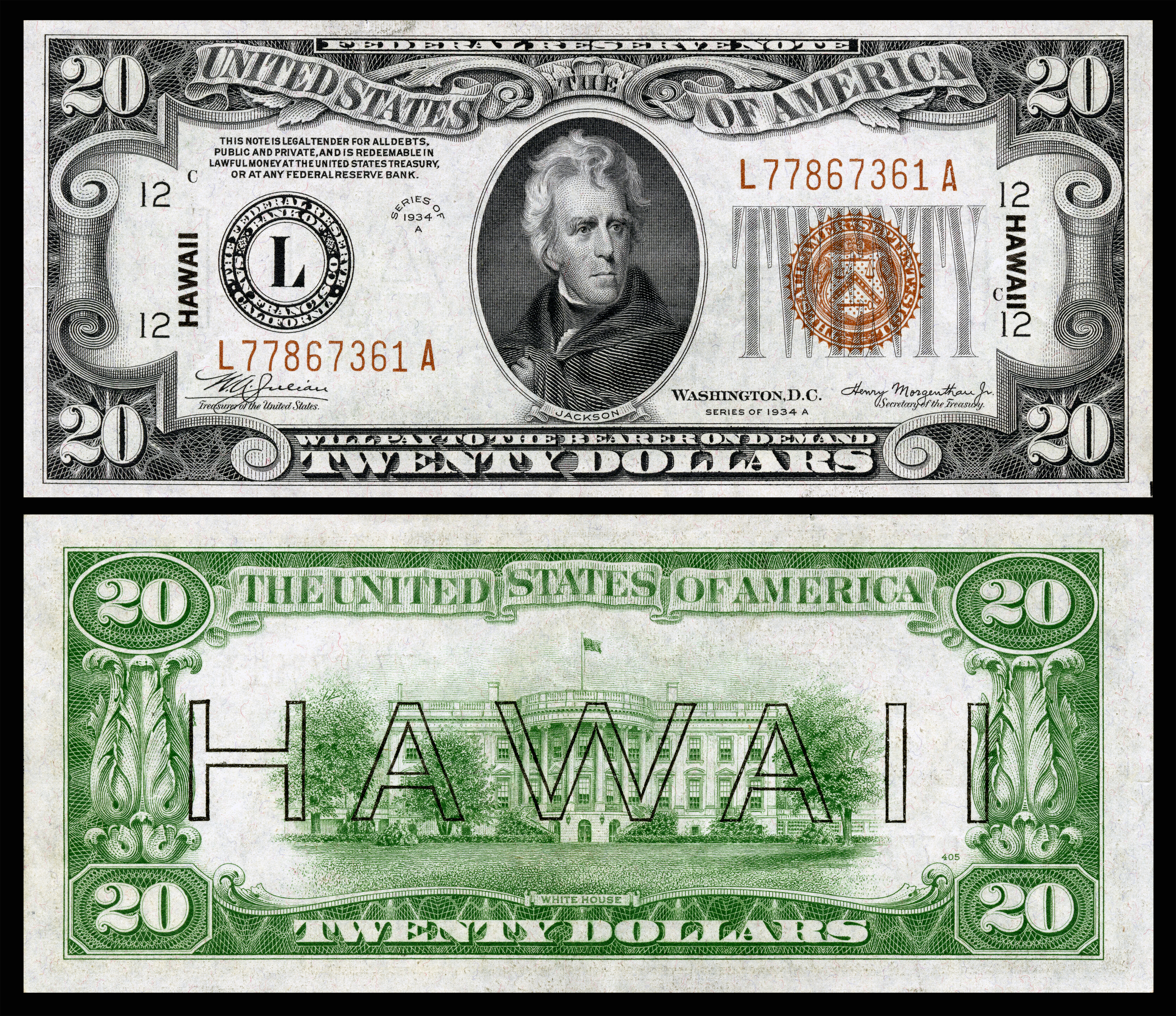
20 долларов